# فرنسيسكو أورتيز دي فيرغارا
فرنسيسكو أورتيز دي فيرغارا (بالإسبانية: Francisco Ortiz de Vergara)‏ هو مستكشف إسباني، ولد في 1524 في إشبيلية في إسبانيا، وتوفي في 2 ديسمبر 1574.